# Benoît Assou-Ekotto
Benoît Pierre David Assou-Ekotto (* 24. březen 1984 Arras) je bývalý kamerunský fotbalový obránce narozený ve Francii.

## Klubová kariéra

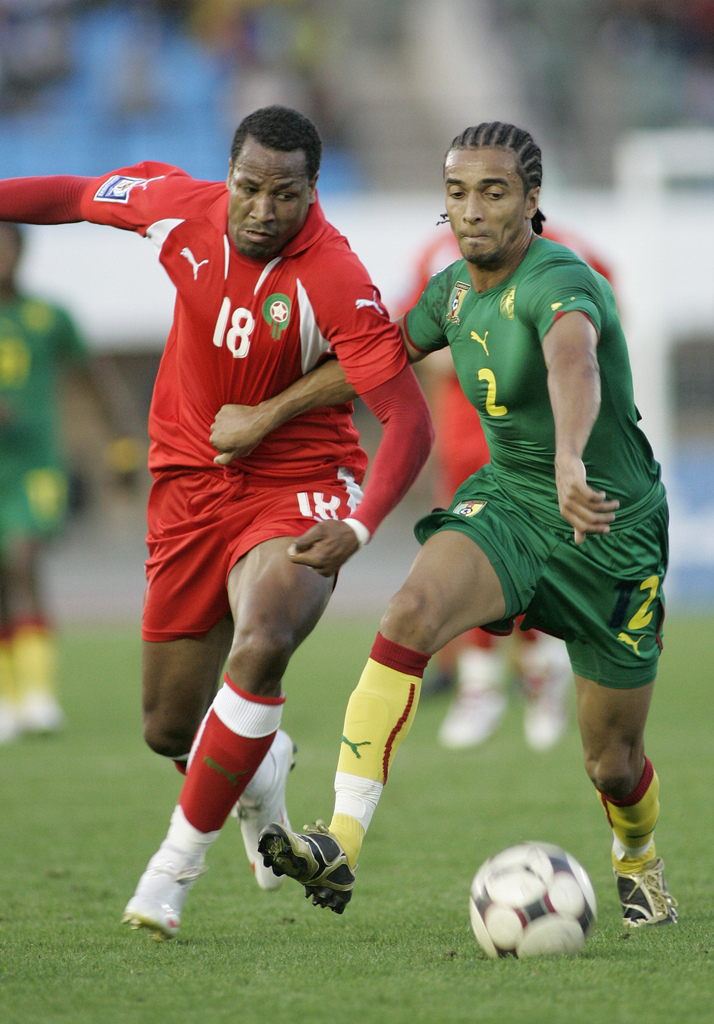
Benoît Assou-Ekotto (vpravo) v národním dresu Kamerunu v souboji o míč s reprezentantem Maroka Mustaphou Allaouim.

Jeho otec David byl profesionálním hráčem fotbalu, který přišel do Francie z Kamerunu. Ten oba své syny přivedl k tomuto sportu. S fotbalem začínal Benoît ve francouzském týmu Racing Lens. V roce 2004 se propracoval do A týmu. V sezóně 2005/06 odehrál za Lens 34 ligových zápasů a dopomohl týmu k 4. místu v tabulce. Poté v létě přestoupil do anglického Tottenhamu.
V červenci 2015 přestoupil z Tottenhamu do francouzského AS Saint-Étienne. Zde odehrál pouze jednu sezónu, aby 16. srpna 2016 přestoupil do klubu FC Metz.

## Reprezentační kariéra
Ačkoliv se narodil ve Francii, rozhodl se reprezentovat Kamerun. S touto reprezentací se zúčastnil jak Afrického poháru národů 2010, tak Mistrovství světa ve fotbale 2010, kde odehrál všechny tři prohrané kamerunské zápasy základní skupiny E (prohra s Japonskem 0:1, s Dánskem 1:2 a Nizozemskem 1:2). Assou-Ekotto odehrál plný počet minut v každém utkání.
Německý trenér Kamerunu Volker Finke jej vzal na Mistrovství světa 2014 v Brazílii, kde byl Kamerun vyřazen v základní skupině A (rozhodlo se o tom již po dvou prohrách - s Mexikem 0:1 a Chorvatskem 0:4).